# Diecezja San Vicente del Caguán
Diecezja San Vicente del Caguán (łac. Dioecesis Sancti Vincentii) – diecezja Kościoła rzymskokatolickiego w Kolumbii, erygowana 30 maja 2019 roku. 

## Historia
9 grudnia 1985 roku papież Jan Paweł II erygował wikariat apostolski San Vicente-Puerto Leguízamo, natomiast 21 lutego 2013 roku decyzją papieża Benedykta XVI wikariat został podzielony na dwie części: Puerto Leguízamo-Solano i San Vicente. 30 maja 2019 papież Franciszek podniósł wikariat do rangi diecezji.

## Ordynariusze

### Wikariusze apostolscy San Vicente-Puerto Leguízamo
- Luis Augusto Castro Quiroga IMC, (1986 - 1998)
- Francisco Javier Múnera Correa IMC (1998 - 2013)

### Wikariusze apostolscy San Vicente
- Francisco Javier Múnera Correa IMC (2013-2019)

### Biskupi San Vicente
- Francisco Javier Múnera Correa (2019–2021)
- William Prieto Daza (od 2024)